# Calliopsis obscurella
Calliopsis obscurella är en biart som beskrevs av Cresson 1879. Calliopsis obscurella ingår i släktet Calliopsis och familjen grävbin. Inga underarter finns listade.